# Štíleček
Štíleček (též Štileček nebo Na Štílečku) je malá osada a zároveň základní sídelní jednotka v katastrálním území a evidenční části Třebnice města Sedlčany, na pravém břehu Podlipského potoka. Způsob psaní názvu osady kolísá, v názvu blízké autobusové zastávky je krátké „i“, jinak převažuje spíše psaní s dlouhým „í“.

## Příslušnost
Podle matriky zemřelých z let 1867–1927 patřil Štíleček i s Třebnicemi k farnosti Dublovice.
Osada Štileček i s vesnicí Třebnice patří pod poštu Sedlčany, PSČ 264 01.

## Území osady

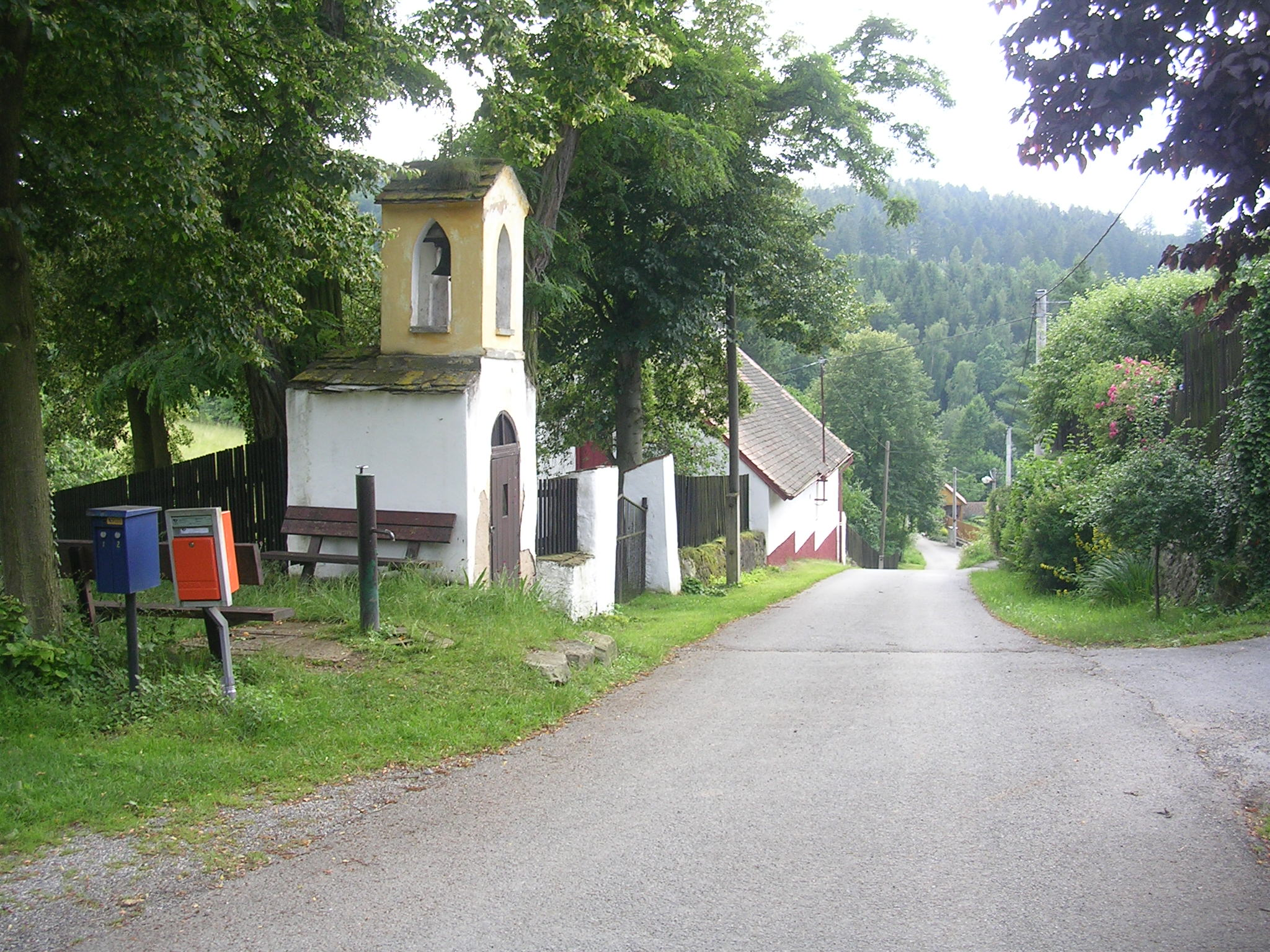
Kaplička se zvoničkou

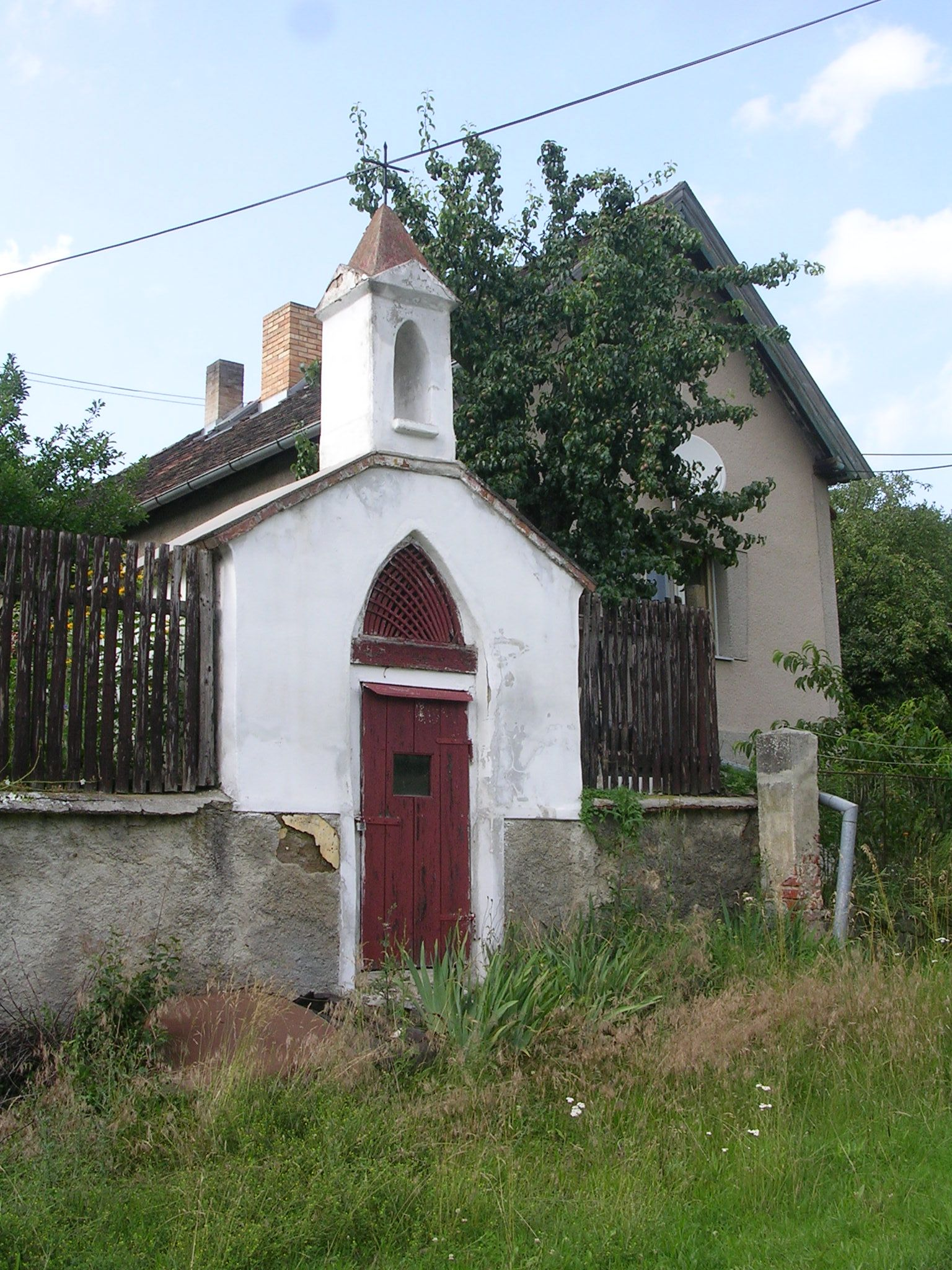
Kaplička u domu čp. 54

V dolní části osady se nachází na Podlipském potoce malý rybník. Osada se rozkládá severně od malé slepé silničky, která k rybníku ve Štílečku vede z křižovatky nedaleko Třebnic. Z této silničky odbočují severním směrem asi tři uličky. Celkem má osada cca přes dvacet stavení. V blízkosti páteřní silničky se nacházejí dvě malé kapličky, jedna z nich je opatřena i zvonem.
Severně od osady se nachází skautský stanový tábor, který bývá po celou letní sezónu pronajímán různým skupinám a organizacím.
Několik set metrů jižně od osady se nachází kamenolom Štíleček, který provozuje firma BES s. r. o. (Benešovské silnice) a který okrajem zasahuje i do katastrálního území Hrabří obce Vysoký Chlumec. Těží se zde rohovce pro výrobu drceného kameniva. 9. prosince 2008 byl Štileček zmiňován v médiích kvůli tragické nehodě, při níž následkem zřícení nakladače z horního těžebního patra zemřeli dva dělníci v kamenolomu.

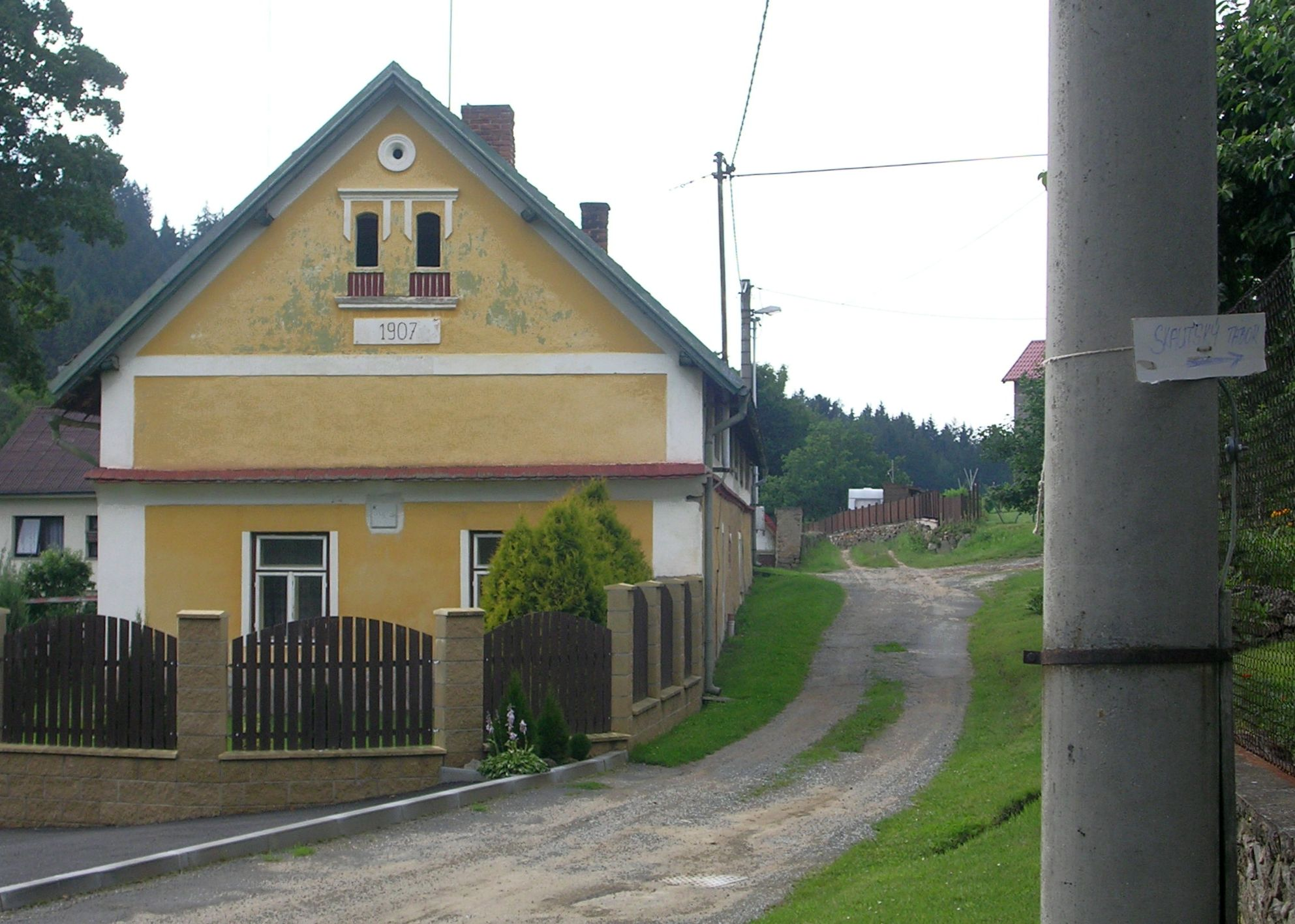
Jeden z domů, s datací 1907 ve fasádě

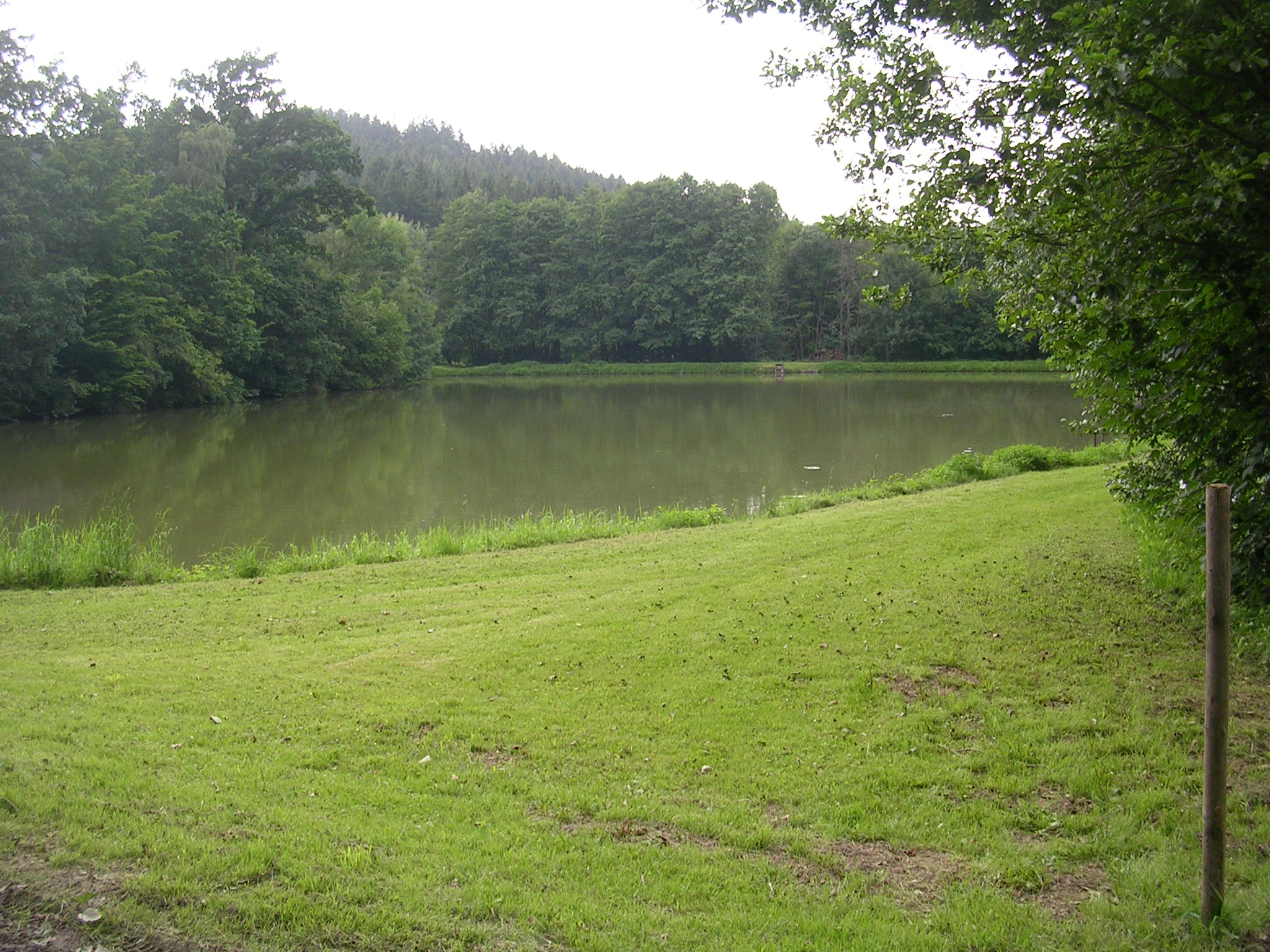
Rybník na Podlipském potoce

## Okolní osady
Vesnice Třebnice je vzdálená necelý kilometr východním až severovýchodním směrem. Směrem k severu, dále po proudu Podlipského potoka, jsou ve vzdálenosti kolem 1 km ještě samoty Mleč a Podlipí, které také patří k sedlčanskému katastrálnímu území Třebnice a někdy bývají přičítány ke Štílečku. Západně nedaleko od Štílečku leží na levém břehu Podlipského potoka ve svahu kopce Lipina samota Jezvinka, která však již nepatří k Sedlčanům, ale je součástí k. ú. Chramosty obce Dublovice.

## Doprava
Nedaleko Štilečku, mezi osadou a kamenolomem, prochází silnice III. třídy mezi Svatým Janem a Solopysky, resp. Sedlčany. Po této silnici projíždějí dvě místní autobusové linky, od června 2009 zařazené do Středočeské integrované dopravy (pod čísly D74 a D75) ze Sedlčan do Krásné Hory nad Vltavou, u Štílečku zastavuje asi 6 párů spojů každý pracovní den, o volných dnech je osada bez veřejné dopravy. Přímo do osady odbočuje ze silnice malá silnička (zpevněná cesta).

## Turistické trasy
Přímo přes osadu prochází žlutě značená pěší turistická trasa KČT č. 6055, která vede od Kamýka nad Vltavou přes Svatý Jan a Štíleček do Sedlčan. Po silnici kolem Štílečku prochází v podobném směru cyklistická trasa č. 111, kterou u nedaleké Jezvinky kříží cyklotrasa č. 8137